# Franz Dominik Almesloe
Franz Dominik Almesloe (ur. 10 lutego 1704 r. w Jaworze, zm. 1 marca 1760 r. we Wrocławiu) – hrabia, duchowny, biskup pomocniczy we Wrocławiu od 1743 roku.

## Życiorys
Urodził się w 1704 roku w Jaworze. Kształcił się na uczelniach we Wrocławiu i Pradze, gdzie uzyskał tytuł doktora prawa. Od 1727 roku był kanonikiem wrocławskiej kapituły katedralnej, a rok później przyjął święcenia kapłańskie. W 1736 roku awansował na radcę kapitulnego. Zasłynął w tym czasie ze szczególnej troski o ludzi ubogich i chorych. 28 stycznia 1743 roku papież Benedykt XIV mianował go biskupem pomocniczym diecezji wrocławskiej oraz biskupem tytularnym Cambysopolis. Do godności tej doszły z czasem inne kanonie we wrocławskiej kolegiacie świętokrzyskiej oraz kapitule katedralnej w Salzburgu. Po oskarżeniu o zdradę państwa pruskiego został internowany w latach 1756-1759 w Magdeburgu. Zarzucano mu rzekome nadużycia finansowe. Zmarł w 1760 roku we Wrocławiu.